# Zdrowe odżywianie
Zdrowe odżywianie – sposób odżywiania, polegający na przyjmowaniu substancji korzystnych dla zdrowia w celu zapewnienia lub poprawy zdrowia. Istotne jest zmniejszenie ryzyka wystąpienia chorób takich jak otyłość, nowotwory, choroby serca. Zdrowa dieta polega na przyjmowaniu odpowiednich ilości niezbędnych składników odżywczych i wody. Składniki pokarmowe mogą być dostarczane w postaci różnych produktów, dlatego wiele sposobów odżywiania i diet może być uznane za zdrowe.

## Zasady zdrowego żywienia
Zasady prawidłowego żywienia, według polskiego Instytutu Żywności i Żywienia:
1. Spożywać posiłki regularnie (4-5 posiłków co 3-4 godziny).
2. Spożywać warzywa i owoce jak najczęściej, około połowy tego, co się je. Należy spożywać je w proporcji 3/4 warzyw na 1/4 owoców.
3. Spożywać produkty zbożowe, szczególnie pełnoziarniste.
4. Codziennie wypijać przynajmniej dwie duże szklanki mleka, jogurtu lub kefiru, co częściowo można zastąpić serem.
5. Ograniczyć spożycie mięsa (zwłaszcza czerwonego i przetworzonych produktów, <0,5 kilogramów/tydzień). Zastąpić mięso rybami, warzywami strączkowymi i jajami.
6. Ograniczyć spożycie tłuszczu zwierzęcego, zastąpić go olejami roślinnymi.
7. Unikać spożywania cukru i słodyczy, zastąpić je owocami i orzechami.
8. Unikać dosalania potraw i produktów o dużej zawartości soli. Zastąpić sól ziołami.
9. Wypijać przynajmniej 1,5 litrów wody dziennie.
10. Unikać alkoholu.

## Zalecenia WHO
Rekomendacje Światowej Organizacji Zdrowia dotyczące odżywiania:
- Osiągnięcie odpowiedniego bilansu energetycznego i masy ciała
- Ograniczenie spożycia tłuszczów jako źródła energii, zastąpienie tłuszczów nasyconych tłuszczami nienasyconymi oraz eliminacja kwasów tłuszczów trans
- Zwiększenie spożycia warzyw i owoców, roślin strączkowych, produktów pełnoziarnistych, orzechów
- Ograniczenie spożycia cukrów prostych, których głównym źródłem powinny być owoce (świeże, w mniejszej ilości suszone)
- Zmniejszenie spożycia soli do 5 gramów dziennie ze wszystkich źródeł, co odpowiada jednej płaskiej łyżeczce (lub 2 gramy sodu)